# رامانی آیر
رامانی آیر (انگلیسی: Ramani Ayer) یک مدیران ارشد اهل هند-ایالات متحده آمریکا است.